# Monique Ohsan Bellepeau
Agnès Monique Ohsan Bellepeau GOSK (Saint-Maurice, 8 gennaio 1942) è una politica mauriziana.

## Biografia
Dal novembre 2010 all'aprile 2016 è stata vicepresidente di Mauritius. 
Ha ricoperto per due volte il ruolo di Presidente ad interim della Repubblica: dal marzo al luglio 2012 e dal maggio al giugno 2015.